# 滝沢健児
滝沢 健児（たきざわ けんじ、1927年〈昭和2年〉6月15日 - 2013年〈平成25年〉5月2日）は、日本の建築家。

## 略歴
1927年、長野県更埴市（現千曲市）出身。早稲田大学大学院修了後、吉阪隆正主宰のU研究室の創設メンバーとして1954年から1964年まで在籍。この時期に関わった代表作に「浦邸」（『吉阪隆正の方法　浦邸1956』斉藤祐子編著、住まい学大系064：住まいの図書館出版局、1994に詳しい）がある。ほかに、「ヴィラ・クゥクゥ」、「富山市立呉羽中学校旧校舎」、「大学セミナー・ハウス」などを担当した。
1965年に自身の建築設計事務所を開設、更埴市庁舎などを設計している。国士舘大学教授も務めた。著書に、『図面と表現・建築』、『すまいの明暗』、『木とけとき』などがある。
2013年5月2日午後5時39分、肺炎のため東京都小平市の病院で死去。85歳没。

## 代表作
- 「ヴィラ・クゥクゥ」
- 「富山市立呉羽中学校旧校舎」
- 「大学セミナー・ハウス」
- 「千曲市更埴庁舎」（旧、更埴市庁舎）
- 「千曲市更埴体育館」（旧、更埴市体育館）

## 著書
- 『水平面・垂直軸: 「愛」「力」そして「すむ」』 出版社: 鳳山社 著書: 滝沢健児 (2000/6) ISBN 4831601101
- 『集合住宅の設計要点集―性能確保の手法から維持管理まで』 出版社: 彰国社 著書: 滝沢健児 (1996/5/1) ISBN 4395110827 ISBN 9784395110827
- 『建築━その成立ち』 出版社: 鳳山社 著書: 滝沢健児、ほか (1992/6/1) ISBN 4831600989 ISBN 9784831600981
- 『空間の演出/階段』 単行本 出版社: 彰国社 著書: 滝沢健児 (1977/1/1) ISBN 4395110312 ISBN 9784395110315
- 『木とけとき―広がりと凝縮の美学』 出版社: 鳳山社 著書: 滝沢健児 (1993/1/1)

言語: 日本語 ISBN 4831600997 ISBN 9784831600998